# Repparfjordelva
Repparfjordelva (Riehpovuonjohka en Sami) est un fleuve traversant le comté de Finnmark en Norvège. 

## Présentation
Le débit d'eau moyen à l'embouchure atteint 30 m³/s
La superficie du bassin versant est de 1091 km².
En 1986, le cours d'eau a été protégé contre le développement électrique dans le cadre du plan de protection III des cours d'eau